# نیکوصفت

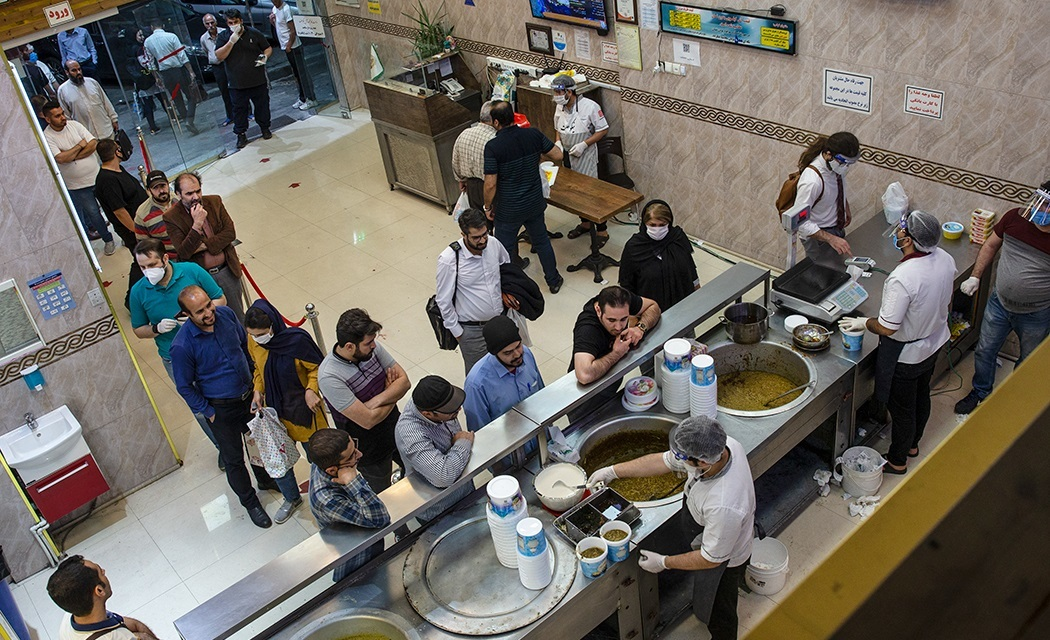
نیکوصفت

نیکوصفت یکی از آش‌فروشی‌های معروف تهران است که در خیابان جمالزاده جنوبی قرار دارد و به فروش آش رشته، آش شله‌قلمکار، آش دوغ، آش عدسی، حلیم و شله‌زرد می‌پردازد. این رستوران قبلاً در شمال شرقی میدان انقلاب بود و به دلیل طرح توسعه دانشگاه تهران به ابتدای خیابان جمالزاده منتقل شد. نیکوصفت در سال ۱۳۵۲ ه‍.خ. تأسیس شده و از سال ۱۳۶۹ ه‍.خ. به صورت اختصاصی، فقط آش می‌فروشد.